# Piano regolatore cimiteriale italiano

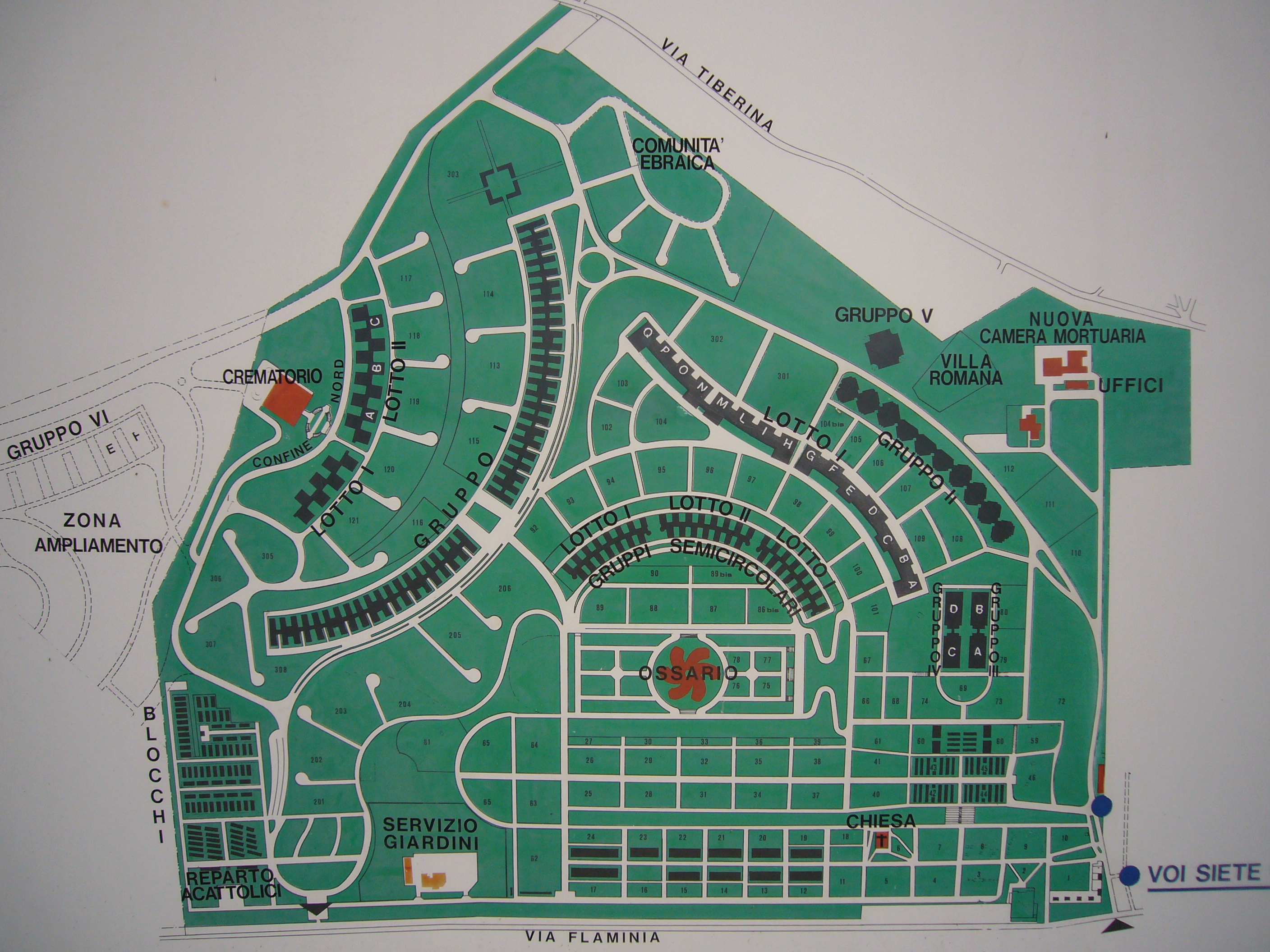
La pianta del Cimitero Flaminio

Il Piano Regolatore Cimiteriale o Piano Cimiteriale (in seguito abbreviato P.C.) è uno strumento di settore che attiene all'organizzazione dei sistemi cimiteriali. Questo tipo di Piano è composto da documenti grafici e documenti testuali ed è finalizzato ad organizzare e risolvere la molteplicità delle problematiche attinenti alla materia cimiteriale.
In osservanza delle disposizioni indicate dal Titolo VI del Testo Unico delle Leggi Sanitarie n. 1265/34, del D.P.R n. 285/90, e delle legislazioni regionali in materia, la pianificazione cimiteriale ha sostanzialmente per oggetto la fissazione di politiche comunali relative ai servizi cimiteriali, alla costruzione, gestione e custodia dei cimiteri e locali annessi, alla concessione di aree e manufatti destinati a sepoltura privata nonché loro vigilanza, e su tutte le diverse attività connesse con la cessazione della vita alla custodia delle salme e dei cadaveri.
Ogni comune è chiamato a predisporre uno o più piani cimiteriali al fine di rispondere alle necessità di sepoltura che si potranno manifestare nell'arco dei vent'anni successivi all'approvazione dei piani stessi.
Per contribuire a comprendere il ruolo del P.C. merita menzionare anche il Regolamento di Polizia Mortuaria che costituisce uno strumento parallelo nella gestione dei servizi cimiteriali. Il citato Regolamento ha come compito quello di disciplinare requisiti e procedure dei servizi correlati al decesso delle persone e alla cessazione della vita. Per quanto attiene al P.C., il cui livello gerarchico è in taluni comuni addirittura sovraordinato al Regolamento di Polizia Mortuaria, le caratteristiche peculiari sono indicate nel paragrafo a seguire.

## Caratteristiche generali
- Finalità: organizzare per ogni singolo comune la materia cimiteriale e disciplinare le scelte dell'amministrazione in riferimento ai problemi correlati e le modalità di risoluzione
- Limiti territoriali: riguarda il cimitero di un singole comune o quelli di insiemi di comuni. Generalmente attiene a sistemi cimiteriali governati da singole amministrazioni comunali.
- Cogenza: Il DPR 285/90 al capo X ed agli art.li 91 e 100 menziona i Piani Regolatori Cimiteriali; li ritiene occorrenti per gli ampliamenti o per la costruzione di nuovi cimiteri; l'art. 91 DPR 285/90 specifica che le aree destinate alla costruzione di sepolture private devono essere previste nel Piani Regolatori Cimiteriali. In alcune Regioni Italiane, quali la Lombardia il legislatore ha reso obbligatorio la redazione dei Piani Regolatori Cimiteriali in tutti i comuni.
- Validità dello strumento: un P.C. è tenuto alla programmazione per un periodo di tempo non inferiore ai 20 anni successivi alla sua approvazione; deve prevedere aree cimiteriali in grado di rispondere alle necessità di sepoltura nell'arco di almeno due decenni.
- Materie: I contenuti di un P.C. sono indicati in relazioni specialistiche e in alcune leggi regionali (allegato 1 R.R.L. 6 febbraio 2007 nº 1). Al livello normativo nazionale non ci sono leggi o regolamenti che indichino i documenti e contenuti cogenti da osservare.
- Documentazione: La documentazione grafica e dattiloscritta che costituisce un Piano Cimiteriale è composta da elaborati redatti con il linguaggio proprio della disciplina urbanistica. Generalmente la componente grafica adotta, per quanto attiene alla forma espressiva, una pluralità di retini e simboli - purtroppo non già codificati a livello nazionale. Non sussiste a tutt'oggi, sul piano normativo, una guida completa alla redazione dei piani cimiteriali. Le regioni che hanno legiferato in merito, si sono limitate a raccomandare una serie di contenuti e di tematismi minimi che costituiscono, per i rispettivi ambiti territoriali la guida alla costruzione dei Piani Cimiteriali stessi.

Si può ragionevolmente ritenere esaustivo un piano che contenga quanto segue:
- Inquadramento territoriale: un elaborato grafico che individua il sistema cimiteriale e le connessioni che questi esprime nei confronti delle strutture e servizi correlati sul territorio, anche di comuni limitrofi.
- Rilevamento dello stato attuale: elaborato grafico, redatto per ogni cimitero appartenente al sistema, che illustri la vincolistica ed i rispetti normativi sovraordinati e la dotazione, in termini di attrezzature cimiteriali, posti salma, sistemi di sepoltura.
- Progetto del piano cimiteriale: elaborato grafico e dattiloscritto adeguatamente suddiviso in aree tematiche che illustra le politiche cimiteriali adottate. Il documento, è correlato allo stato attuale; afferma le nuove aree soggette all'espansione del perimetro, le modificazioni interne al perimetro necessarie a soddisfare le criticità riscontrate in sede di analisi. Fissa le politiche di eventuale modificazione dei rispetti e vincoli sovraordinati.
- Normativa tecnica: Elaborato dattiloscritto che definisce le cogenze, le scelte tecniche e politiche non sono già espresse in modalità grafica. È rappresentato con struttura gerarchica in articoli e capitoli.
- Relazioni specialistiche: Elaborati grafici e dattiloscritti attinenti, in particolare, la materia geologica, geotecnica e idrogeologica finalizzati a conoscere la composizione dei terreni e la profondità della falda, la materia sismica in quanto la normativa nazionale considera i cimiteri come “Edifici ed opere rilevanti”, e quant'altro abbia incidenza sulla funzione della struttura cimiteriale e suoi frequentatori (i cimiteri sono considerati strutture aperte al pubblico destinate all'erogazione di servizi).
- Programma di attuazione: Elaborati grafici e dattiloscritti di natura programmatoria finalizzati a stimare, soprattutto in termini economici, sia le criticità rilevate e loro modalità risolutive, sia le ipotesi di progetto.
- Relazione illustrativa: Documento dattiloscritto che illustra le metodologie adottate nella redazione di Piano e che raccoglie gli esiti delle indagini tecniche. Sono parte essenziale di questo documento le indagini sulla mortalità, caratteristiche di sepoltura, destinazione delle salme, verifiche dei limiti dimensionali e capacità ricettive della struttura e del sistema.

### Normativa nazionale di settore
La normativa nazionale in materia cimiteriale, individua una prima significativa trattazione nel Testo Unico delle leggi sanitarie del 1934 in parte ancora in vigore per taluni articoli. Nel 1990 con decreto del Presidente della Repubblica, la materia cimiteriale viene aggiornata. Alcune circolari Ministeriali sono successivamente intervenute per chiarire il dettato normativo. Le regioni, nell'alveo del loro potere legislativo hanno operato al riguardo.
Normativa nazionale in materia cimiteriale:
- 1934: Regio Decreto del 27 luglio 1934, n. 1265 (T.U.LL.SS. titolo VI.).
- 1942: art. 224 Codice civile (articolo abrogato dalla Legge 19 maggio 1975, n. 151)
- 1978: Circolare Ministero della Sanità 19 giugno 1978, n. 62.
- 1987: Legge 29 ottobre 1987 nº 440.
- 1990: Regolamento di Polizia Mortuaria D.P.R. 10.09.1990 N.285.
- 1993: Circolare Ministero della Sanità 24 giugno 1993 nº 24
- 1998: Circolare Ministero della Sanità 31 luglio 1998 nº 10
- 2002: Legge 1º agosto 2002 N° 166.

Normativa Regionale in materia cimiteriale 
- Nell'ambito del potere trasferito dalla Stato alle Regioni con D.P.R. nº 616 del 1977 e nelle more del livello sottordinato rispetto alle disposizioni nazionali ogni Regione ha condotto precisazioni esplicative o dettato nuove norme per i rispettivi ambiti territoriali. Le caratteristiche peculiari per ogni Regione sono indicate nei rispettivi paragrafi a seguire.

Il Consiglio comunale è l'unico organismo deputato a modificare il Regolamento di Polizia Mortuaria.

## La Pianificazione Cimiteriale in Lombardia

Regione Lombardia

La Regione Lombardia con propria legge nº 22/2003 (oggi riassunta nel TULLSS R.L. anno 2009) ha inteso disciplinare la materia e affidare al Piano Cimiteriale e al Regolamento di Polizia Mortuaria il ruolo di documenti “principe” della gestione cimiteriale. I due strumenti ritenuti di fondamentale importanza per la programmazione e conduzione di questa materia sono stati resi obbligatori con R.R. nº 6 del 2004 e successive modifiche e integrazioni.
Senza l'adozione di un Piano Cimiteriale da parte di ogni comune, non sono possibili – secondo i disposti di legge - molte attività tra le quali la variazione delle fasce di rispetto, l'ampliamento cimiteriale, la diversa modalità di sepoltura in loculi aerati, e nuovi luoghi di raccolta e dispersione delle ceneri; senza il P.C. che regoli il sistema, anche la cessione (prenotazione) alla concessione di loculi o di urne in assenza di feretro sono di fatto fortemente limitate ed impedite.
Con la formazione del Piano Cimiteriale si potranno invece trattare questioni come la costruzione di nuovi cimiteri e la realizzazione di cappelle fuori dai limiti cimiteriali, sale per il commiato, consegna ed affidamento delle ceneri provenienti da cremazione, aree e spazi per nuove collettività religiose, nuove modalità di sepoltura come la tumulazione in loculi aerati; addirittura l'individuazione di aree per la costruzione di strutture per la sepoltura di animali di affezione sarà possibile se adeguatamente definita dal P.C.
Il P.C. assume pertanto - negli intendimenti del legislatore lombardo - il ruolo di strumento di conoscenza, di programmazione e anche di strumento strategico nella complessità del sistema cimiteriale.

### La normativa cimiteriale in Lombardia
Queste che seguono sono le principali norme e direttive regionali in materia:
- 2003: Legge Regionale 18 novembre 2003 nº 22 (abrogata da TULLSS 2009)
- 2004: Regolamento Regionale 9 novembre 2004 N°6
- 2005: Circolare Regionale 30 maggio 2005 nº 21
- 2005: Legge Regionale 8 febbraio 2005 n°. 6
- 2007: Regolamento Regionale 6 febbraio 2007 nº1
- 2007: Circolare Regionale Direzione Generale Sanità nº9 SAN del 12/03/2007
- 2008: Legge Regionale 14 novembre 2008 nº 28 e modifiche il L.R.25/2/14 nº12
- 2009: Legge Regionale Lombardia 30 dicembre 2009 nº 33 TULLSS R.L.

### Documenti di Piano Cimiteriale in Lombardia
Fermo restando che ogni sistema cimiteriale, generalmente, approfondisce la serie dei tematismi più vicina alle proprie esigenze funzionali, a soli fini orientativi si elenca la quantità minima di elaborati tecnici che possono dirsi esaustivi per un Piano Cimiteriale.

#### Elaborati tecnico-grafici ordinari
Il Regolamento Regionale nº 6/2004 indica la quantità minima di tematismi ed elaborati che compongono un P.C. Questo che segue è l'elenco:
- Ricerca e analisi dei dati sia magnetici sia cartacei di interesse demografico e di interesse cimiteriale (art 6 § 5.)
- Planimetria del territorio comunale in scala adeguata riportante l'individuazione delle strutture cimiteriali e delle relative aree di rispetto e delle vie di comunicazione.
- Tavola di inquadramento di bacino di riferimento con evidenziati i cimiteri;
- Nel caso in cui il Piano Cimiteriale riguardi cimiteri nel cui ambito siano collocati impianti tecnologici di bacino a servizio di altri comuni, quali ad es. crematorio o inceneritore di rifiuti cimiteriali, deve essere presentata un'apposita tavola di inquadramento del bacino di riferimento con evidenziati i cimiteri e i presidi sanitari esistenti o di progetto. (p.to 6 all. 1 RR 6/2004)
- Planimetria almeno in scala 1:500, riportante lo stato di fatto di ogni cimitero e delle zone circostanti con l'individuazione delle costruzioni presenti nelle aree di rispetto cimiteriale, delle vie di accesso, delle zone di parcheggio sia esterne che interne esistenti, delle sepolture esistenti, distinte per tipologia, dei servizi interni esistenti e delle costruzioni accessorie;
- Tavola di zonizzazione per ogni cimitero almeno in scala 1:500;
- Planimetria di ogni cimitero con la rappresentazione di dettaglio (in scala 1:100 o 1:200) delle sepolture da realizzare distinte per tipologia, delle aree da concedere, delle costruzioni di servizio esistenti, delle zone di parcheggio sia esterne che interne di progetto, degli spazi e viali destinati al traffico interno, del deposito mortuario, delle eventuali costruzioni accessorie previste, nonché degli impianti tecnici, dei sistemi di sorveglianza e delle eventuali modifiche alla zona di rispetto.
- Il Piano Cimiteriale dovrà essere accompagnato dalla normativa tecnica di attuazione. (p.to 5 all. 1 RR 6/2004).
- I documenti possono essere presentati anche in formato elettronico (p.to 7 all. 1 RR 6/2004).

#### Elaborati tecnico-grafici integrativi
Al fine di completare adeguatamente la complessità dei tematismi e rendere il P.C. effettivamente completo -oltre che sul piano programmatorio anche su quello strategico - l'ordinario elenco regionale dei documenti di cui all'1 del RR 6/2004 sopradescritto, va integrato di altri contenuti che si elencano a seguire.
- Programma pluriennale di attuazione; trattasi di un documento composto dalla pluralità delle progettazioni preliminari o studi di fattibilità, necessario a soddisfare le politiche di adeguamento e di nuova progettualità; compilato con il fine di individuare e programmare anche i singoli costi.
- Implemento, rispetto a quanto previsto dal R.R. 6/2004 e successive modifiche e integrazioni, delle indagini e analisi sui dati cimiteriali al fine di individuare e risolvere i “punti di crisi “o di “saturazione delle varie tipologie di sepoltura per ogni camposanto del sistema. Individuazione delle tendenze ed evoluzione della domanda distinta per tipologia.
- Verifica delle ipotesi di concreta modificazione cartografica delle fasce di rispetto cimiteriale, anche alla luce delle reali esigenze di sviluppo cimiteriale. Fattiva proposta di modificazione anche in riferimento ai programmi di P.C.
- La relazione geologica-geotecnica a corredo dei piani cimiteriali, per quanto attiene alla Lombardia, è un obbligo soppresso con l'aggiornamento del R.R. 1/2007. Si ritiene di precisare che tale indagine, soprattutto nelle zone di pianura, è molto utile soprattutto per scagionare il rischio della falda idrica a profondità inferiori rispetto ai minimi di legge.

### Iter di costruzione del Piano Cimiteriale
Il Piano Cimiteriale fa parte dei cosiddetti strumenti di settore. È uno strumento che deve essere redatto dal soggetto pubblico perché attiene alla gestione di pubblici interessi e riguarda aree (i cimiteri) generalmente di proprietà pubblica. Come altri strumenti urbanistici settoriali, il Piano Cimiteriale quanto coinvolge interessi di privati cittadini, deve essere assoggettato a pubblicazione affinché chiunque possa osservarlo. 
Ne risulta che l'iter di costruzione ed approvazione di un Piano Cimiteriale si assesta ragionevolmente intorno ai sei-nove mesi di tempo.

#### Fasi di costruzione
1. Definizione della modalità di costruzione (con soggetti interni all'Ente, oppure con l'apporto di professionisti esterni) e redazione di un documento preliminare di indirizzo da parte del Responsabile unico del procedimento (Rup)
2. Attività di raccolta dei dati cartografici (territoriali e architettonici) inerenti al complesso e all'avvio delle fasi di costruzione del P.C. con gruppo di lavoro preposto.
3. Attività di rilievo dei sistemi per quanto attiene alle dotazioni di funzioni e servizi, nonché integrazioni di rilievo celerimetrico e/o architettonico alla scala desiderata.
4. Fase di analisi del Piano Cimiteriale: rappresentazione dello stato di fatto esteso a tutto il sistema e verifica dei contenuti con Rup
5. Fase di redazione del Piano Cimiteriale: rappresentazione del progetto di piano comprensiva dei programmi preliminari di attuazione e verifica dei contenuti con Rup e con Giunta Comunale.
6. Incontro di confronto (è possibile la Conferenza di Servizio legge 142/90) con autorità sovraordinate, coinvolte per legge nei processi di approvazione, e pertinenti eventuali successivi aggiornamenti del P.C.
7. Verifica finale ed emissione del lavoro nella sua complessità predisposto per la fase di adozione in C.C.

#### Fasi di approvazione
1. Adozione in consiglio comunale del P.C.
2. Pubblicazione e successiva fase di "osservazione" nonché raccolta "pareri soggetti aventi titolo".
3. Approvazione in consiglio comunale del P.C.
4. Fase di correzione ed aggiornamento del P.C. in forza delle volontà dell'amministrazione scaturite dal dibattito in C.C.
5. Pubblicazione delle formali deliberazioni.

#### Tempi tecnici di lavorazione per redigere un P.C.
Affrontare una modalità standardizzata e definire la quantità di tempo necessaria per redigere un P.C. non è ragionevolmente possibile o comunque, può dirsi attività assolutamente complessa. Le variabili che incidono sui tempi di costruzione del P.C. sono dovute essenzialmente alla disponibilità dei dati da parte dell'Ente e al numero dei complessi che compongono il Sistema Cimiteriale. Inoltre le tempistiche sono correlare al grado di dettaglio che si intende condurre la costruzione del piano, preso atto dei "lassi" normativi in ordine alla precisa definizione dei contenuti di un P.C.
Contribuisce a ridurre notevolmente il tempo di costruzione la disponibilità di:
- dati magnetici in ordine alla gestione della popolazione cimiteriale (mortalità destinazioni, scadenziari ecc.);
- dati magnetici riguardanti il rilievo dei plessi cimiteriali (si intende con ciò la disponibilità di rilievi magnetici dei plessi al un dettaglio di scala non inferiore a 1:200);
- capacita di interazione tra i vari settori dell'amministrazione in particolare tecnico, anagrafe, polizia mortuaria.

Pur tuttavia l'esperienza settoriale suggerisce che, per Sistemi Cimiteriali adeguatamente informatizzati appartenenti a comuni con una popolazione intorno ai diecimila abitanti e dotati di due camposanti, il tempo necessario - calcolato in ore uomo/macchina- può orientativamente assestarsi sulle 350 - 400 ore di lavoro. Che significa circa 40-50 giornate lavorative ovviamente al netto dei "tempi morti" dovuti a conferme e confronti. 
I tempi di lavorazione possono ridursi, non oltre il 20-30%,per piccoli sistemi con un solo cimitero.
Quanto detto, anche se in termini molto sommari, si allinea agli orientamenti del paragrafo precedente, per quanto attiene ai tempi necessari per la costruzione e approvazione del P.C.

## Diritti delle coppie di fatto
A gennaio del 2020 è sorto il primo contenzioso legale in Italia sollevato dai figli di una famiglia di due conviventi non sposati, un padre e una madre ai quali il regolamento comunale ha negato la possibilità di essere seppelliti uno accanto all'altra nella cappella di famiglia, secondo le loro volontà manifestamente espresse prima di morire. La coppia da alcuni decenni risultava domiciliata e residente nella medesima dimora e appartenente al medesimo stato di famiglia. Il regolamento di Alba Adriatica, particolarmente datato e forse precedente l'introduzione del divorzio in Italia, riserva tale diritto esclusivamente ai coniugi sposati con identica residenza e stato di famiglia.